# Schwabenhof (Balderschwang)
Schwabenhof (mundartlich: Schwobəhof) ist ein Gemeindeteil der Gemeinde Balderschwang im bayerisch-schwäbischen Landkreis Oberallgäu.

## Geographie
Die Einöde liegt circa zwei Kilometer südöstlich des Hauptorts Balderschwang im Vorderen Bregenzerwald am Fuße des Riedberger Horns. Westlich von Schwabenhof fließt die Bolgenach.

## Ortsname
Der Ortsname deutet auf einen Hof des Schwaben hin. Richard Dertsch schreibt zum Ortsnamen: „Die Territorienbildung überwucherte das schwäbische Stammesgefühl; bei Schweizern und Vorarlbergern wird der außerhalb ihrer Gebiete wohnende Stammesgenosse zum »Schwob«“.

## Geschichte
Schwabenhof wurde erstmals urkundlich im Jahr 1606 genannt als die zum Benediktinerkloster Weingarten gehörende Propstei Hofen an die Alpgenossenschaft Mittelriedberg 42 Rinderweiden abtrat und im Gegenzug dafür ein Sechstel Anteil an der Alpe erhielt, die unter anderem an den Vordern Schwabenhof grenzte. 1784 wurde die Alpe Schwabenhof im Besitz des Klosters Weingarten erwähnt. Dieser Besitz hielt bis ins Jahr 1804. Im Jahr 1808 wurde ein Wohnhaus im Ort gezählt. 1860 verfügte die Senn- und Galtalpe Schwabenhofalp über 50 Rinder, davon 28 Kühe.